# خلبوروربنویه
خلبوروربنویه (به لاتین: Khleborobnoye) یک منطقهٔ مسکونی در روسیه است که در سرزمین آلتای واقع شده‌است.